# Sreekot
Sreekot (nep. श्रीकोट) – gaun wikas samiti w zachodniej części Nepalu w strefie Mahakali w dystrykcie Baitadi. Według nepalskiego spisu powszechnego z 2011 roku liczył on 641 gospodarstw domowych i 3479 mieszkańców (1912 kobiet i 1567 mężczyzn).